# Велс (Тексас)
Велс (енгл. Wells) град је у америчкој савезној држави Тексас. По попису становништва из 2010. у њему је живело 790 становника.

## Демографија
Према попису становништва из 2010. у граду је живело 790 становника, што је 21 (2,7%) становника више него 2000. године.
| Група             | 2000.       | 2010.       |
| Белци             | 541 (70,4%) | 586 (74,2%) |
| Афроамериканци    | 144 (18,7%) | 132 (16,7%) |
| Азијати           | 0 (0,0%)    | 1 (0,1%)    |
| Хиспаноамериканци | 70 (9,1%)   | 48 (6,1%)   |
| Укупно            | 769         | 790         |